# Calle de Andrade (Barcelona)
La calle de Andrade es una calle que transcurre a través de los barrios de El Clot, San Martín de Provensals y La Verneda y la Paz de Barcelona (España). Recibe su nombre por Juan Gil de Andrade, marino español que, nombrado por Juan de Austria, comandó la Galera Real en la batalla de Lepanto. Su nombre actual fue aprobado el 19 de noviembre de 1929. La zona que ocupa fue edificada durante el franquismo con edificios de construcción pública para dar cabida a los llegados desde otras regiones de España. Enlaza la calle de Bilbao con la calle del Concilio de Trento y transcurre paralela a la Gran Vía de las Cortes Catalanas.